# کریستین اسیگ
کریستین اسیگ (انگلیسی: Christian Essig؛ زادهٔ ۲۴ ژانویهٔ ۱۹۸۶) بازیکن فوتبال اهل آلمان است.
از باشگاه‌هایی که در آن بازی کرده‌است می‌توان به باشگاه فوتبال اس‌وی زاندهاوزن و باشگاه فوتبال هایدنهایم اشاره کرد.